# Winston-Salem Open 2018
Il Winston–Salem Open 2018, in precedenza conosciuto come Pilot Pen Tennis, è stato un torneo di tennis giocato sul cemento. È stata la 38ª edizione del Pilot Pen Tennis, che fa parte della categoria ATP Tour 250 nell'ambito dell'ATP World Tour 2018. Il torneo si è giocato al Wake Forest University di Winston-Salem, nella Carolina del Nord, dal 19 al 25 agosto 2018. È stato l'ultimo torneo prima degli US Open 2018.

## Partecipanti

### Teste di serie
| Nazionalità          | Giocatore            | Ranking* | Testa di serie |
| -------------------- | -------------------- | -------- | -------------- |
| Belgio               | David Goffin         | 11       | 1              |
| Spagna               | Pablo Carreño Busta  | 13       | 2              |
| Regno Unito          | Kyle Edmund          | 16       | 3              |
| Italia               | Marco Cecchinato     | 22       | 4              |
| Bosnia ed Erzegovina | Damir Džumhur        | 24       | 5              |
| Corea del Sud        | Chung Hyeon          | 25       | 6              |
| Serbia               | Filip Krajinović     | 31       | 7              |
| Stati Uniti          | Steve Johnson        | 33       | 8              |
| Stati Uniti          | Sam Querrey          | 34       | 9              |
| Georgia              | Nikoloz Basilašvili  | 36       | 10             |
| Russia               | Andrej Rublëv        | 37       | 11             |
| Francia              | Gilles Simon         | 40       | 12             |
| Spagna               | Albert Ramos Viñolas | 41       | 13             |
| Cile                 | Nicolás Jarry        | 42       | 14             |
| Australia            | Alex de Minaur       | 43       | 15             |
| Germania             | Peter Gojowczyk      | 47       | 16             |

* Ranking al 13 agosto 2018.

### Altri partecipanti
I seguenti giocatori hanno ricevuto una wild card per il tabellone principale:
- Kyle Edmund
- Taylor Fritz
- Borna Gojo
- Andrej Rublëv

I seguenti giocatori sono passati dalle qualificazioni:

- Radu Albot
- Tommy Paul
- Brayden Schnur
- Horacio Zeballos

I seguenti giocatori sono entrati in tabellone come lucky loser:
- Guido Andreozzi
- Dominik Köpfer
- Franko Škugor

### Ritiri
Prima del torneo
- Aleksandr Dolhopolov → sostituito da  Guido Pella
- Jared Donaldson → sostituito da  Franko Škugor
- Damir Džumhur → sostituito da  Dominik Köpfer
- David Goffin → sostituito da  Guido Andreozzi
- Michail Kukuškin → sostituito da  Laslo Đere
- Feliciano López → sostituito da  Marcos Baghdatis
- Fernando Verdasco → sostituito da  Jaume Munar

Durante il torneo
- Gilles Simon

## Campioni

### Singolare
Daniil Medvedev ha battuto in finale  Steve Johnson con il punteggio di 6–4, 6–4.
- È il secondo titolo in carriera per Medvedev, il secondo della stagione.

### Doppio
Jean-Julien Rojer /  Horia Tecău hanno battuto in finale  James Cerretani /  Leander Paes con il punteggio di 6–4, 6–2.